# Tian Qing

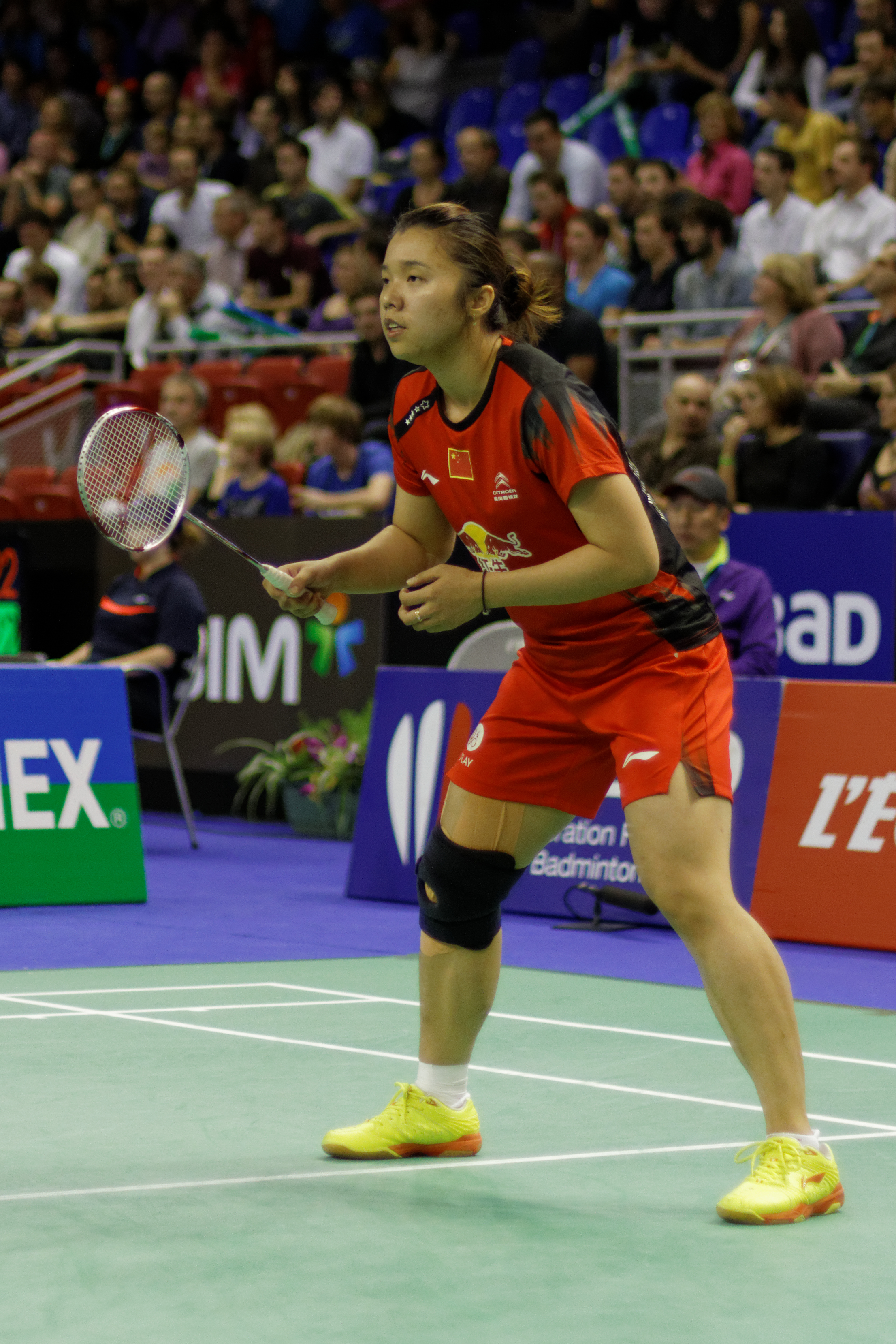
Tian Qing, French Super Series 2013.

Tian Qing (chinesisch 田卿, Pinyin Tián Qīng; * 19. August 1986 in Yiyang) ist eine Badmintonspielerin aus der Volksrepublik China.

## Karriere

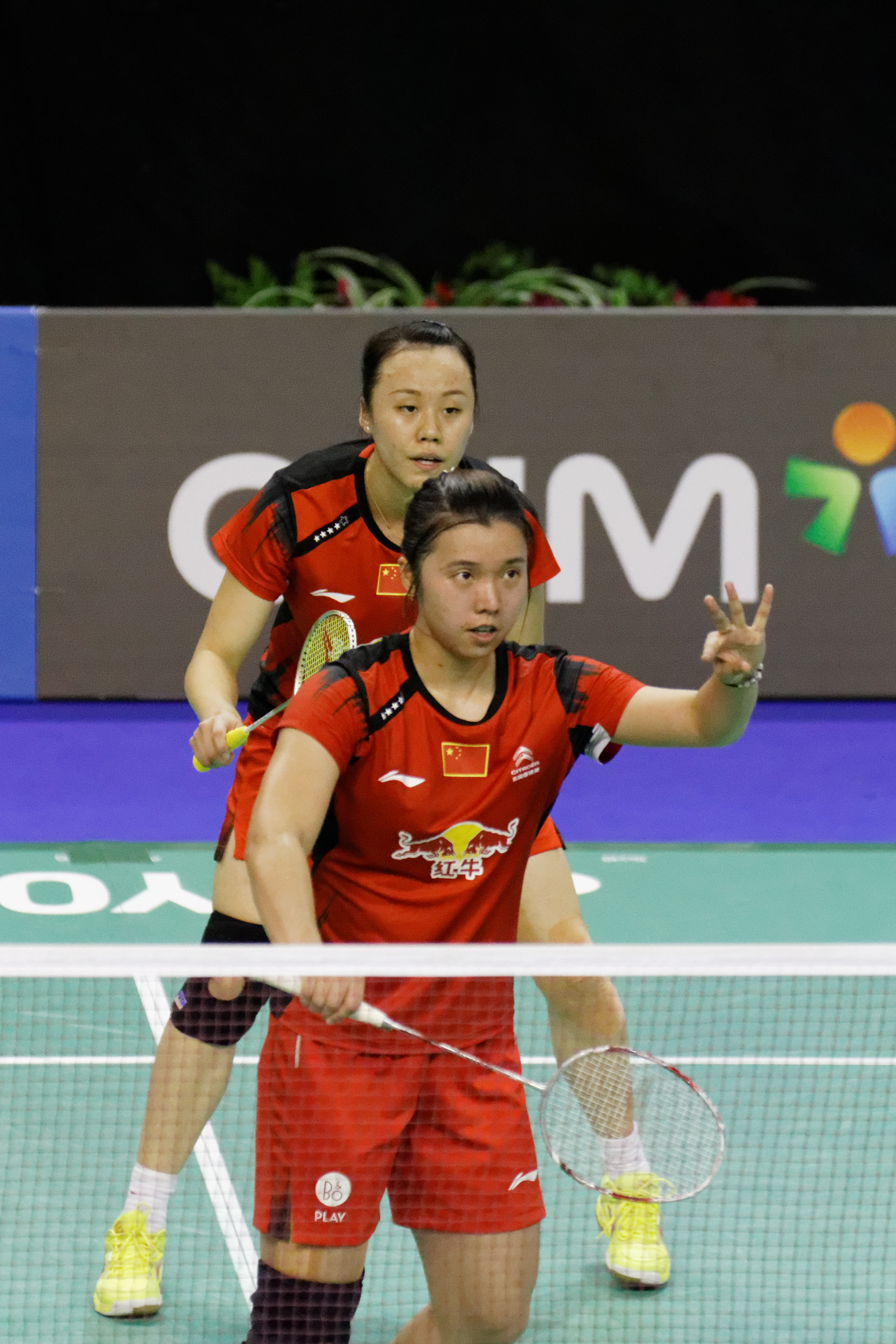
Tian Qing - Zhao Yunlei, French Super Series 2013.

2004 gewann Tian Qing die Badminton-Weltmeisterschaft der Junioren im Damendoppel mit Yu Yang. Zwei Jahre später wurde sie bereits Dritte bei den Erwachsenen bei der Asienmeisterschaft. 2009 siegte sie bei den China Open mit Zhang Yawen. 2010 war sie bei den Swiss Open erfolgreich. Mit dem chinesischen Team wurde sie im gleichen Jahr Vizeweltmeisterin. 2012 gewann Tain Qing zusammen mit Zhao Yunlei die Goldmedaille im Damendoppel beim Badminton bei den Olympischen Sommerspielen in London.

## Partner
Tian Qing hat bei internationalen Veranstaltungen mit folgenden Partnern in den Doppeldisziplinen gespielt.

### Damendoppel
| Name        | Nationalität        | Jahr(e) |
| ----------- | ------------------- | ------- |
| Pan Pan     | Volksrepublik China |         |
| Zhang Yawen | Volksrepublik China |         |
| Zhao Yunlei | Volksrepublik China |         |
| Bao Yixin   | Volksrepublik China |         |

### Gemischtes Doppel
| Name        | Nationalität        | Jahr(e) |
| ----------- | ------------------- | ------- |
| Tao Jiaming | Volksrepublik China |         |
| Qiu Zihan   | Volksrepublik China |         |

## Sportliche Erfolge
| Saison | Veranstaltung                       | Disziplin   | Name              | Platz                   |
| ------ | ----------------------------------- | ----------- | ----------------- | ----------------------- |
| 2004   | Junioren-Weltmeisterschaft          | Damendoppel | 1                 | Tian Qing / Yu Yang     |
| 2005   | China Masters                       | Damendoppel | 3                 | Tian Qing / Zhao Yunlei |
| 2006   | Asienmeisterschaft                  | Damendoppel | 3                 | Tian Qing / Pan Pan     |
| 2007   | Universiade                         | Damendoppel | 2                 | Tian Qing / Pan Pan     |
| 2007   | China Open                          | Damendoppel | 3                 | Tian Qing / Pan Pan     |
| 2009   | All England                         | Damendoppel | 5                 | Tian Qing / Pan Pan     |
| 2009   | German Open                         | Damendoppel | 2                 | Tian Qing / Pan Pan     |
| 2009   | China Open                          | Damendoppel | 1                 | Tian Qing / Zhang Yawen |
| 2010   | Swiss Open                          | Damendoppel | 1                 | Tian Qing / Yu Yang     |
| 2010   | Uber Cup                            | Team        | 2                 | China                   |
| 2012   | Indonesia Open Super Series Premier | Damendoppel | 2                 | Tian Qing / Zhao Yunlei |
| 2012   | Olympische Sommerspiele             | Damendoppel | 1                 | Tian Qing / Zhao Yunlei |
| 2012   | Denmark Open Super Series Premier   | Damendoppel | Halbfinalistin    | Tian Qing / Zhao Yunlei |
| 2012   | Hong Kong Open Super Series         | Damendoppel | 1                 | Tian Qing / Zhao Yunlei |
| 2012   | BWF Super Series Finale             | Damendoppel | Halbfinalistin    | Tian Qing / Zhao Yunlei |
| 2013   | Korea Open Super Series             | Damendoppel | Viertelfinalistin | Tian Qing / Bao Yixin   |
| 2013   | Malaysia Open Grand Prix Gold       | Damendoppel | 1                 | Tian Qing / Bao Yixin   |
| 2013   | All England Super Series Premier    | Damendoppel | Achtelfinalistin  | Tian Qing / Bao Yixin   |
| 2013   | Badminton-Asienmeisterschaft        | Damendoppel | Achtelfinalistin  | Tian Qing / Bao Yixin   |
| 2013   | Singapur Open Super Series          | Damendoppel | 1                 | Tian Qing / Zhao Yunlei |